# 淮安南站
淮安南站是位于江苏省淮安市厦门路的一个铁路车站，邮政编码223227。车站建于1996年，有新长铁路经过该站，现办理客货运业务，车站及其上下行区间未电气化。车站距离新沂站131公里，隶属上海铁路局，是三等站。

## 历史
车站建于1996年，建成时名为淮安站，建成初期仅办理货运业务。2004年7月，车站开办客运业务，但范围仅限新长线本线。2005年7月1日，车站随宁启铁路扬州-海安段的启用接入全国铁路网并开通长途列车客运业务。
2007年原淮安北站在其改建工程完工后更名为淮安站，本站因此更名为淮安南站。2013年7月1日起，淮安南站暂停客运业务，仅办理货运业务。

## 车站结构

### 站场
淮安南站设有4条到发线和2座旅客站台。站房南侧设有一座货场、内设2条货物线，办理整车货物运输，主要办理发到货物品类为化肥、粮食、矿建、农副及鲜活品等。站内设有通往淮安经济开发区热电有限责任公司的专用线:134。
| 站房     | 进站口、售票、候车、检票口（已废弃） |
| 侧式站台 |                                      |
| 1站台    | 新长铁路 列车                        |
| 2站台    | 新长铁路 通过列车                    |
| 岛式站台 |                                      |
| 3站台    | 新长铁路 列车                        |
| 4道      | 新长铁路 列车                        |